# Smoky Rabbit
Smoky Rabbit est un jeu vidéo créé par Marti di Stefano et Deise Mikhail et développé par Human Games pour la Journée mondiale sans tabac, avec le conseil et l’accompagnement scientifique de l’Office français de prévention contre le tabagisme (OFT) présidé par le Pr Bertrand Dautzenberg.
À l'opposé des précédentes tentatives, Smoky Rabbit est un vrai jeu d'arcade qui intègre des conseils sur la santé.

## Système de jeu
Le principe du jeu est le suivant : Des "Smokers" apparaissent autour de Smoky Rabbit et ce dernier doit les empêcher d'allumer leurs cigarettes, joints, chichas et cigares. S'il ne le fait pas à temps, la fumée envahie son espace de vie. Smoky se met à avoir les yeux rouges puis commence à fatiguer et être moins vif dans ses déplacements jusqu'à... s'effondrer.